# Héctor Lavoe
Héctor Juan Pérez Martínez, noto come Héctor Lavoe (Ponce, 30 settembre 1946 – New York, 29 giugno 1993), è stato un cantante portoricano.

## Biografia
Nacque nel Quartiere Machuelo in Ponce (Puerto Rico) figlio di Francisca de Perez e Luis Perez. Nasce in una famiglia numerosa e molto povera che riuscì a sopravvivere grazie al talento musicale di Hector. All'età di 5 anni muore sua madre e questo lo segna profondamente tant'è che cita sia sua madre che la sua morte in varie canzoni, per esempio El dia de mi suerte e La fama. A 17 anni si trasferì a New York in cerca di fama e fortuna come cantante. Si trasferisce con la sorella nonostante l'opposizione del padre che a New York aveva già perso un figlio per colpa della droga. Sin dall'inizio collabora con Willie Colón, considerato il pioniere del genere salsa. Nel 1967 esce il suo primo album di successo “El Malo”.

### Vita privata e morte
Con i primi successi arrivarono i primi amori, infatti, conobbe Carmen Castro. La relazione fu ufficializzata nel gennaio del 1968. Il 30 ottobre dello stesso anno nasce suo figlio José Alberto Perez. Due mesi dopo, il giorno del battesimo di suo figlio, Hector riceve una chiamata da Nilda Roman meglio conosciuta come ‘Puchi’, una sua fan, la quale lo avvisava di essere incinta di lui. Il piccolo Hectorsito Perez detto "Tito" nascerà un anno dopo, lasciando molti dubbi sulla paternità del cantante. Di pari passo col successo cresceva anche l'abuso di droghe. Il suo migliore anno in ambito artistico fu il 1985. Il suo peggior anno della vita privata fu il 1987: prese fuoco la sua casa nel Queens (rischiando la morte con la moglie), sua madre fu uccisa durante una rapina a Porto Rico e il suo secondo genito (Héctor Jr.) morì per un colpo di pistola involontario, segnando inesorabilmente l'anima di Hector. Contrae l'AIDS e decide di suicidarsi gettandosi giù dalla stanza dell'albergo dove alloggiava convinto di essere stato chiamato dal figlio morto, ma sopravvisse a tale evento. Morì nell'ospedale Saint Claire (New York) all'età di 46 anni nel 1993 a causa dell'AIDS.

## Discografia

### Come vocalist del Willie Colón Orchestra
- El Malo (1967)
- The Hustler (1968)
- Guisando (1968)
- Cosa Nuestra (1969)
- La Gran Fuga (1970)
- Asalto Navideño (1971)
- El Juicio (1972)
- Asalto Navideño Vol. 2 (1973)
- Lo Mato (Si No Compra Este LP) (1973)
- Willie (1974)
- The Good, The Bad, The Ugly (1975)
- Déjà Vu (1978)
- Vigilante (1983)

### Come solista
- La Voz (1975)
- De Ti Depende (1976)
- Comedia (1978)
- Feliz Navidad (1979) (with Daniel Santos & Yomo Toro)
- Recordando a Felipe Pirela (1979)
- El Sabio (1980)
- Que Sentimiento (1981)
- Revento (1985)
- Strikes Back (1987)

### Album postumi
- The Master & The Protege with Van Lester (1993)
- Live! (1997)
- Tu Bien Lo Sabes* (With Lavoe's never before released song "Tu Bien Lo Sabes") (2001)
- Mi Regreso: Hector Lavoe Live at Club Borinquen (2005)

### Con Tito Puente
- Homenaje a Beny Moré Vol. 2 (1979) song: "Donde Estabas Tú"
- Homenaje a Beny Moré Vol. 3 (1985) song: "Tumba Tumbador"

### Film
- Fania All Stars: Our Latin Thing
- Fania All Stars: Salsa
- Celia Cruz con Fania All Stars Live In Africa. Registrato dal vivo a Kinshasa, Zaire come parte del concerto di "The Rumble in the Jungle".
- El Cantante